# 星の杜中学校・高等学校
星の杜中学校・高等学校（ほしのもりちゅうがっこう・こうとうがっこう、英: Hoshinomori Junior and Senior High School）は栃木県宇都宮市上籠谷町にある男女共学の私立中学校・高等学校。

## 概要
学校法人宇都宮海星学園が設置・運営する中高一貫制の学校である。以前はカトリックのマリアの宣教者フランシスコ修道会が後援する、学校法人聖母学園（他に聖母大学、神戸海星女子学院、福岡海星女子学院などを創立）が運営していたが、1982年（昭和57年）に同法人より分離した宇都宮海星学園に移管されて現在にいたる。姉妹校にオーストラリア・シドニーのセント・ウルスラカレッジ（カトリック女子校）がある。開校以来、女子校として運営されてきたが、2023年（令和5年）度から男女共学となり校名を変更した。
北関東内では唯一のカトリック系ミッションスクール（キリスト教系）の学校である。毎年上智大学等のミッション系大学への進学者をコンスタントに輩出している。上智大学とは2023年10月1日に高大連携協定を締結した。

### 設置学科
- 中高一貫中学校
- 中高一貫高等学校

高等学校普通科
- グローバルラーニング（GL）コース
- ディープラーニング（DL）コース

### 系列校
- 学校法人宇都宮海星学園マリア幼稚園

## 沿革
（この節の出典）
- 1951年（昭和26年）2月15日 - 学校法人聖母学園設立認可。
- 1954年（昭和29年）4月1日 - 宇都宮市宮原町一丁目（現在の宮原五丁目）に海星女子学院中等部・高等部開校。
- 1971年（昭和46年）7月14日 - 現在地である上籠谷町に校舎移転。
- 1972年（昭和47年）8月1日 - 宇都宮海星女子学院中学校・高等学校と改称。
- 1979年（昭和54年）4月1日 - 交通の不便等で中学校休校。
- 1982年（昭和57年）2月10日 - 学校法人聖母学園から学校法人宇都宮海星学園に分離。
- 1990年（平成2年）4月1日 - 中学校再開、制服改定。
- 1997年（平成9年）8月4日 - セント・ウルスラカレッジと姉妹校締結。
- 2005年（平成17年）4月1日 - 中高一貫教育導入。
- 2021年（令和3年）- 中学校を一時募集停止[5]。
- 2023年（令和5年）4月1日 - 男女共学化し星の杜中学校・高等学校と改称。中学校の募集を再開。

## 特色
2022年（令和4年）にキッズコーポレーション社長（当時）の大塚雅一を理事長に迎え、定期テスト廃止、制服自由化などの改革が進められている。（ただし制服に関しては「標準服」がある。）
校歌は伊秩弘将の作詞・作曲で「海の星たち」の題がある。
学校祭の名称は「煌星祭」（こうせいさい）。
Institution for a Global Societyの提供するツール・Ai GROWを栃木県内の学校で初めて導入した。このツールは、生徒の自己評価に加えて、生徒同士で評価する「相互評価」の機能を持ち、評価をAIで補正することで、生徒間の忖度などの偏りなく公正に能力を評価できるものとされる。
学力や偏差値にとらわれない、VUCAの時代に活躍できる人材の育成を掲げる私立の8高校で2023年9月に結成されたHigh School Consortium（ハイスクールコンソーシアム）の原加盟校である。他の加盟校は専修大学北上高等学校、ドルトン東京学園中等部・高等部、三浦学苑高等学校、御殿場西高等学校、名古屋経済大学市邨中学校・高等学校、英数学館中学校・高等学校、土佐塾中学校・高等学校である。

## 部活動
| 運動部 - 弓道部 - スポーツデザインクラブ - テニス部 - バスケットボール部 - バドミントン部 - 空手道サークル - サッカーサークル - ダンスサークル - バレーボールサークル - フィットネスサークル - 横乗りサークル | 文化部 - ESS - 華道部 - 管弦楽部 - 茶道部 - 書道部 - 箏曲部 - 美術部 - カトリック研究会 - 軽音サークル - 百人一首同好会 - 料理サークル |

## アクセス
- 関東自動車のバスが校内に乗り入れている（駅東口・星の杜線[11]）。
- 各地区にスクールバスを運行している。
  - 最寄りの宇都宮ライトレール宇都宮芳賀ライトレール線（LRT）の停留場は清陵高校前停留場で、学校からは3キロメートル離れており、スクールバスが設定されている[12]。2023年10月時点で、全校生徒213人のうち約70人がLRTを利用している[12]。

## 著名な卒業生
- 八反安未果 - 歌手[2]・実業家[13]。2023年4月7日の開校セレモニーに出席し、新校歌「海の星たち」を熱唱した[2]。